# Fritz Wotruba
Fritz Wotruba (né à Vienne, le 23 avril 1907 - mort à Vienne, le 28 août 1975) est un sculpteur autrichien, de descendance tchéco-hongroise, considéré comme l'un des représentants majeurs de la sculpture autrichienne du XXe siècle.

## Biographie
Fritz est le 8e et dernier enfant de Adolf Wotruba, venu de Bohême exercer le métier d'assistant tailleur et de Maria Wotruba, née Kocsi, venue elle de Hongrie et travaillant comme domestique.
De 1921 à 1924, il se forme à la gravure, comme apprenti dans l'atelier du graveur d'estampes Josef Schantin à Vienne ; parallèlement et jusqu'à l'été 1926, il suit, le soir, les séances de dessin de l'École des beaux-arts de Vienne, d'après modèles vivants, mais Hans Bitterlich le refuse dans sa classe.

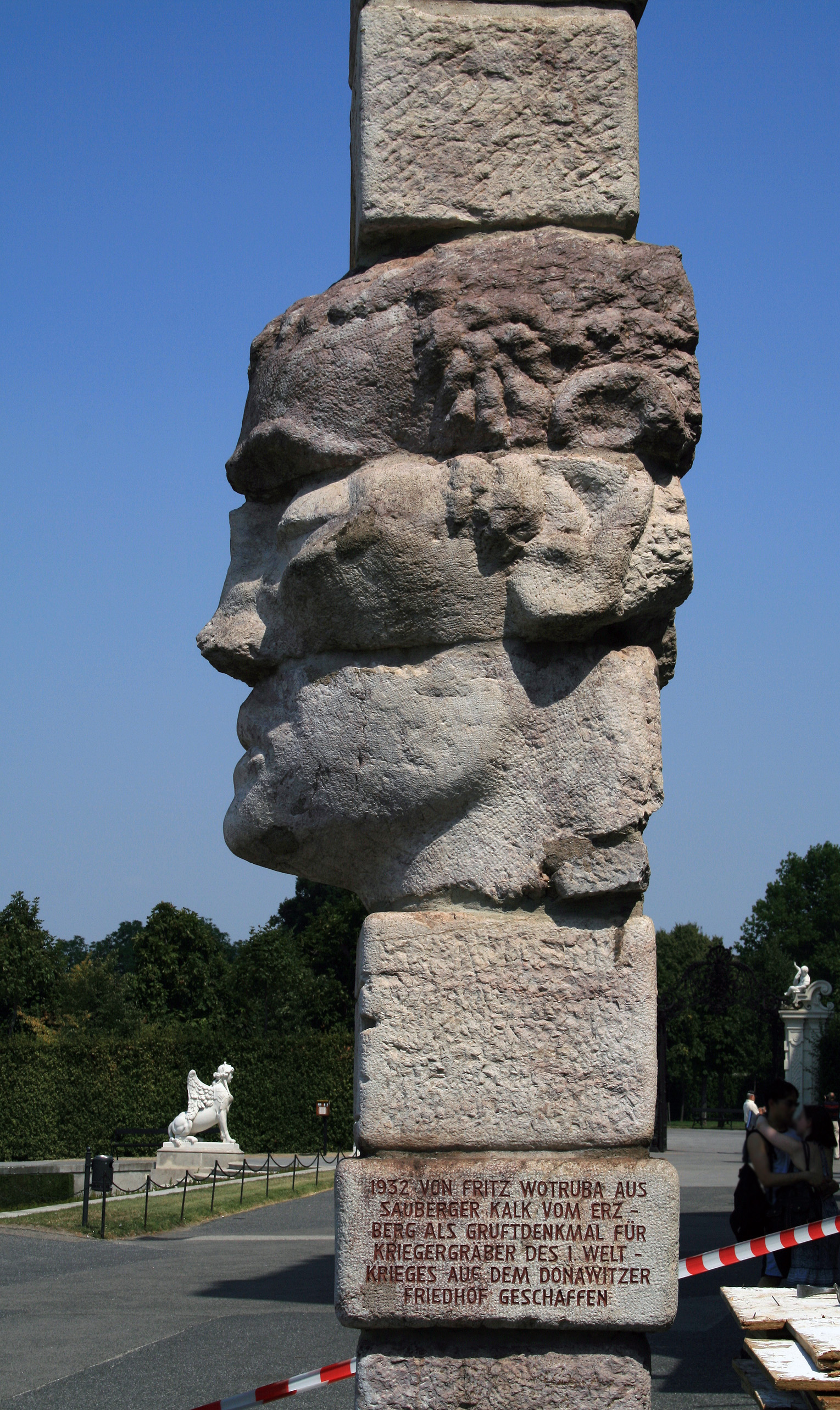
Homme, condamne la guerre (1932).

À l'automne 1926, il est admis à l'École des arts appliqués où il est l'élève de Anton Hanak et, dans son atelier, fait la connaissance de Marian Fleck, fille d'un commerçant de Düsseldorf venue se perfectionner dans la sculpture sur métal et qu'il épousera le 27 décembre 1929 ; à la suite de différends avec Anton, il quitte, ainsi que Marian, sa classe pour celle du professeur Steihof et les deux fréquentent ses cours en vue de l'obtention d'une bourse; ils mettent fin à leurs études en 1929. Fritz exécute en 1928 sa 1re réalisation, un torse d'homme, en pierre calcaire, acheté en 1930 par la ville de Vienne. Le produit de cette vente permet au couple de voyager dans l'ouest de l'Allemagne, où résident les parents de Marian et aux Pays-Bas, de découvrir et l'œuvre de Aristide Maillol exposée au musée Folkwang à Essen et l'art de Wilhelm Lehmbruck lors de la visite du musée de Duisbourg.
Lors des troubles de février 1934 à Vienne entre les ouvriers et les forces de police de Engelbert Dollfuss, Fritz et Marian s'installent à Zurich et c'est à nouveau la Suisse qui est leur terre d'asile de 1938 à 1945.
En 1945, c'est le retour à Vienne que Fritz Wotruba ne quittera plus. Sur recommandation de Herbert Boeckl, il est appelé à l'Académie des Beaux-Arts où il prend la direction d'une classe de maîtrise. Christa Hauer-Fruhmann fait partie de ses élèves.
Fritz Wotruba décède le 28 août 1975 et est enterré au cimetière central de Vienne, le Zentralfriedhof.

## Œuvres
Son travail probablement le plus important a été la planification de l'église de la Sainte-Trinité, dans le quartier de Mauer à Vienne, plus connue sous le nom d'Église de Wotruba (de), achevée en 1976, après son décès.
Pour l'église baroque de Bruchsal, il réalise un crucifix et est chargé de sa décoration (consécration en 1969).
De nombreuses statues de Fritz Wotruba sont exposées dans les parcs publics de Vienne.

## Expositions
1931 est l'année de la 1re exposition de toute sa production au musée Folkwang à Essen et sa participation à la 1re exposition internationale de sculpture de plein air à Zurich. En 1948 et 1952, il a été le représentant autrichien à la Biennale de Venise. Il a été artiste participant à documenta II en 1959, à documenta III en 1964 puis, à titre posthume, à documenta VI en 1977.